# Traços de liderança
Os Traços de liderança são definidos como padrões integrados de características pessoais que refletem uma gama de diferenças individuais e promovem a eficácia do líder em uma variedade de grupos e situações organizacionais (Zaccaro, Kemp, e Bader, 2004). A Teoria da Liderança se desenvolveu a partir de pesquisas sobre liderança que se concentrou principalmente em encontrar um grupo de atributos hereditários, que diferenciem líderes de não lideres. A eficácia do líder é relativa à quantidade de influência que este tem sobre o desempenho individual ou de grupo, a satisfação dos seguidores e eficácia global (Derue, Nahrgang, Wellman, e Humphrey, 2011). 
Muitos estudiosos têm argumentado que a liderança é exclusiva apenas a um número restrito de indivíduos e que estes indivíduos possuem certos traços imutáveis que não podem ser desenvolvidos (Galton, 1869). Embora essa perspectiva tenha sido imensamente criticada ao longo do século passado, os estudiosos continuam a estudar os efeitos de traços de personalidade sobre a eficácia da liderança. A investigação demonstrou que os líderes bem sucedidos diferem de outras pessoas e possuem certos traços de personalidade, que contribuem significativamente para o seu sucesso. Compreender a importância dessas características fundamentais da personalidade que predizem eficácia do líder pode ajudar as organizações com as suas práticas de seleção de líder, treinamento e desenvolvimento (Derue et al., 2011).

## Contexto histórico[2]
Há muito tempo os estudiosos da Liderança observaram os líderes da vida real e tentaram descobrir o que eles têm em comum - estudando líderes como Margaret Thatcher, Nelson Mandela, Richard Branson (presidente da Virgin Group), Steve Jobs (co-fundador da Apple) entre outros - para buscar identificar traços associados a liderança.
Mais tarde, no início do século 20, as teorias do “grande homem” evoluíram para as chamadas “teorias de traços”, que partiam do princípio de que os líderes apresentariam traços de personalidade típicos que os tornariam diferentes dos não-líderes. 
As teorias dos traços perderam credibilidade por volta da metade do século 20, quando o teórico Ralph Stogdill descartou, após extenso estudo da literatura então existente, a possibilidade de que as pessoas se tornem líderes devido a uma combinação de traços de personalidade.

## A teoria dos traços[2]
As pesquisas para identificar traços associados à liderança apresentaram 6 características que diferenciam os lideres dos não lideres:
| Características           | Descrição |
| ------------------------- | --- |
| Ambição e energia         | É uma combinação de elementos que inclui o desejo de realizar e conquistar - ambição, energia, persistência e iniciativa. |
| Desejo de liderar         | O líder tem uma necessidade forte de se colocar em posição de autoridade e de ser reconhecido como tal. |
| Honestidade e integridade | Refere-se à coincidência entre palavras e ações, entre intenções declaradas e realizações. É essencial para que o líder seja visto pelos liderados como confiável. |
| Autoconfiança             | A prática da liderança envolve tomar decisões difíceis, assumir riscos e agir sob incerteza. Todas essas ações exigem que o indivíduo tenha autoconfiança para desempenhá-las a contento |
| Inteligência              | Os líderes devem ser capazes de reunir, integrar e interpretar grande quantidade de informações, o que exige uma grande dose de inteligência para formular estratégias exequíveis, resolver problemas e tomar decisões adequadas.                                                                  |
| Conhecimentos relativos   | Os líderes mais bem sucedidos, ainda que sem instrução formal, costumam exibir grande conhecimento do negócio em que atuam, inclusive nos seus aspectos mais técnicos, o que possibilita que tomem decisões mais bem informadas e com entendimento mais preciso das consequências dessas decisões. |

### Autoconhecimento
Pessoas com alto grau de conhecimento, flexíveis, que se adaptam à diversas situações, tem maior chance de se destacar como líder nos grupos sociais.

## Quais traços avaliam se é um líder ou não
Uma serie de características e qualidades em um indivíduo são avaliadas e mostram se ele é um líder ou não. Esses traços são divididos em 3 dimensões:
| Dimensões                | Descrição |
| ------------------------ | --- |
| Personalidade            | Aqui é avaliada a maneira que a pessoa se porta perante outras pessoas e suas principais características, como coragem, audácia, autoconfiança, sensibilidade, sociabilidade, iniciativa, diplomacia entre outros. |
| Aspectos físicos         | Uma boa estrutura física, força, aparência e postura também eram considerados traços favoráveis a um líder nato.                                                                                                   |
| Habilidades intelectuais | Aqui avalia-se a inteligência, capacidade de comunicação com outras pessoas e os conhecimentos variados (como saber falar outras línguas, entender de matemática, artes e etc.).                                   |

O conjunto desses traços, combinados, apontavam o grau de liderança de uma pessoa de acordo com suas características pessoais.

## Limitação da teoria dos traços
Os traços de liderança apresentam 4 limitações:
- Não existe nenhum traço que seja considerado universal para caracterizar um perfil de liderança;
- Eles preveem a liderança em situações distintas, aonde possuem melhor comportamento, nas situações ditas como “fracas” ao contrario das situações ditas como “fortes” aonde os traços são oprimidos pelos fatores culturais, alto grau de rigidez nas normas e hierarquia distinta, os traços de liderança tem dificuldade de aparecer. Aonde oprimem os lideres cria-se menos oportunidades para que manifestem suas tendências inerentes;
- Possui poucas evidencias, e não muito claras, com relação à atuação dos lideres em situações de causa e efeito. Os lideres já possuem um perfil autoconfiante? Ou o sucesso em sua liderança é o que o torna mais autoconfiante? Com isso, não é certo ainda como a autoconfiança do líder surge;
- Os traços funcionam melhor para distinguir lideres eficazes e ineficazes. O fato de um individuo apresentar determinados traços e ser considerado um líder pelos demais não significa, necessariamente, que ele será bem sucedido em liderar o seu grupo para alcançar os objetivos.

## A teoria dos traços nos dias de hoje[3]
Apesar de ser considerada popular e ainda relevante para muitas pessoas, a Teoria dos Traços não é tão bem aceita por estudiosos da liderança, que acreditam que essa qualidade precisa ser adquirida e trabalhada, e não que se nasce com ela.
Profissionais da área afirmam que o que qualifica um bom líder não são apenas suas características natas, e sim a maneira que eles se comportam diante de alguma situação em que eles exerçam a liderança.